# Canada's Next Top Model
Canada's Next Top Model (a veces abreviado como CNTM) es un Reality Show en donde varias chicas aspirantes a modelos compiten para obtener el título de Canada's Next Top Model. La ganadora obtiene un contrato de modelo con Elmer Olsen Modeling Agency, un contrato de cien mil dólares con Procter & Gamble (creadores de Pantene, CoverGirl, etc) y una aparición en la revista Fashion Mag
El show es producido por Temple Street Productions en asociación con CTVglobemedia y CBS Paramount Internacional Televisión. Solo tres ciclos se han producido y emitido.

## Ciclos
| Ciclo | Fecha de estreno   | Ganadora         | Finalista      | Otras concursantes (orden de eliminación) | Número de concursantes | Destino          |
| ----- | ------------------ | ---------------- | -------------- | --- | ---------------------- | ---------------- |
| 1     | 31 de mayo de 2006 | Andrea Muizelaar | Alanna Shelast | Sylvie Majcher, Dawn Buggins, Natalie Talson, Heather Dorssers, Tenika Davis, Ylenia Aurucci, Brandi Alexander, Sisi Wang                                 | 10                     | Ninguno          |
| 2     | 30 de mayo de 2007 | Rebecca Hardy    | Sinead Brady   | Mika Emmerson, Jacqueline Black, Steph Groulx, Gina Guimont, Mo Ninalowo, Cori McKinnon, Tia Ayrton-Hill, Tara Winspur                                    | 10                     | Ninguno          |
| 3     | 26 de mayo de 2009 | Meaghan Waller   | Linsay Willier | Alexandra McCallum (abandona), Tiffany MacDonald, Jill Pukesh, Ebonie Finley, Tara Didon, Rebeccah Wyse, Heather Delaney, Maryam Massoumi, Nikita Kiceluk | 11                     | Nasáu Nueva York |

## Jueces y Juicio
La primera temporada contó con Tricia Helfer, Jeanne Bejer, Paul Venoit y Stacey McKenzie como jueces. La segunda temporada tuvo a Jeanne Beker, Yasmin Warsame, Jay Manuel, Paul Alexander, Nolé Marin y Stacey McKenzie.
Basados en el desafío de la semana, la sesión de fotos, y la actitud de las participantes, los jueces deliberan y deciden quién debe irse a casa. En la eliminación se les entregan fotos a todas las concursantes a las que le fue bien. A las que quedan en las últimas dos reciben críticas constructivas y razones por las que están entre las últimas dos. Una de ellas es eliminada y no recibe foto.
Los jueces de las tres temporadas han sido (en negrita los presentadores)
| Jueces          | Ciclo | Ciclo | Ciclo |
| Jueces          | 1     | 2     | 3     |
| --------------- | ----- | ----- | ----- |
| Tricia Helfer   | ♦     |       |       |
| Jeanne Beker    | ♦     | ♦     | ♦     |
| Paul Venoit     | ♦     |       |       |
| Stacey McKenzie | ♦     |       |       |
| Jay Manuel      |       | ♦     | ♦     |
| Yasmin Warsame  |       | ♦     | ♦     |
| Paul Alexander  |       | ♦     |       |
| Mike Ruiz       |       |       | ♦     |